# Army Wives - Conflitti del cuore
Army Wives - Conflitti del cuore (Army Wives) è una serie televisiva drammatica trasmessa dal 2007 al 2013 da Lifetime: è ispirata dal libro di Tanya Biank: Sotto la spada: il codice non scritto del matrimonio militare.
La trama si sviluppa nella vita delle mogli dei militari che convivono nella quotidianità con la ferrea disciplina della caserma e con la guerra in Medio Oriente, diventando anche loro un ingranaggio segreto del sistema militare.
In Italia la serie ha debuttato in prima visione assoluta sul canale satellitare Fox Life nel 2007 ed è in seguito stata proposta in chiaro sul canale Rai 2 a partire dal 2010 nei pomeriggi estivi.

## Trama
Dopo solo quattro giorni di asfissiante corteggiamento il soldato Trevor LeBlanc sposa Roxy, una vivace ragazza con due figlioletti a carico e vanno a vivere nella casa di lui, all'interno della base militare "Fort Marshall" di Charleston nella Carolina del Sud.
Qui Roxy si trova catapultata in un mondo completamente diverso dalla vita a cui era abituata, soprattutto riguardo al modo di comportarsi delle mogli dei militari, per le quali, come le viene subito spiegato, esiste un rigido codice di comportamento non scritto.
Roxy si trova a fare amicizia con Pamela Moran, una donna incinta che segretamente ha accettato di fare da madre surrogata dietro compenso per far fronte ai debiti familiari, e insieme, nel momento del bisogno, legano con Claudia Joy Holden, la moglie del generale Holden a capo della base, Denise Sherwood, amica di Claudia Joy e moglie di Frank Sherwood un maggiore spesso al fronte, e Roland Burton, psichiatra, marito del tenente colonnello Joan Burton e unico uomo del gruppo (a dimostrazione che non solo le donne sono coniugi di militari in carriera).
La prova e l'aiuto reciproco che questo gruppo affronta cementa il loro rapporto intrecciando le loro storie personali e dei loro congiunti all'interno della base militare.

## Personaggi e interpreti

### Personaggi principali
- Claudia Joy Holden (stagioni 1-6), interpretata da Kim Delaney, doppiata da Roberta Pellini.
- Denise Sherwood (stagioni 1-7), interpretata da Catherine Bell, doppiata da Roberta Greganti.
- Roxanne "Roxy" LeBlanc (stagioni 1-6, ospite stagione 7), interpretata da Sally Pressman, doppiata da Federica De Bortoli.
- Agente Pamela Moran (stagioni 1-5, ospite stagioni 6-7), interpretata da Brigid Brannagh, doppiata da Daniela Calò.
- Generale Michael Holden (stagioni 1-7), interpretato da Brian McNamara, doppiato da Fabrizio Pucci.
- Dott. Roland Burton (stagioni 1-6, ospite stagione 7), interpretato da Sterling K. Brown, doppiato da Massimo Bitossi.
- Tenente colonnello Joan Burton (stagioni 1-7), interpretata da Wendy Davis, doppiata da Laura Romano.
- Soldato Trevor LeBlanc (stagioni 1-6), interpretato da Drew Fuller, doppiato da Stefano Crescentini.
- Maggiore Frank Sherwood (stagioni 3-6, ricorrente stagioni 1-2, 7), interpretato da Terry Serpico, doppiato da Luca Biagini.
- Emmalin Holden (stagioni 2-4, ospite stagioni 5-6), interpretata da Katelyn Pippy, doppiata da Veronica Puccio.
- Jackie Clarke (stagioni 6-7), interpretata da Kelli Williams, doppiata da Chiara Salerno.
- Tanya Gabriel (stagione 6, ricorrente stagioni 4-5), interpretata da Erin Kraków, doppiata da Benedetta Degli Innocenti.
- Gloria Cruz (stagioni 6-7), interpretata da Alyssa Diaz, doppiata da Myriam Catania.
- Caporale Hector Cruz (stagioni 6-7), interpretato da Joseph Julian Soria, doppiato da Paolo Vivio.
- Maggie Hall (stagione 7), interpretata da Torrey DeVitto, doppiata da Angela Brusa.
- Latasha Montclair (stagione 7), interpretata da Ashanti, doppiata da Francesca Manicone.
- Holly Truman (stagione 7), interpretata da Elle McLemore, doppiata da Isabella Benassi.

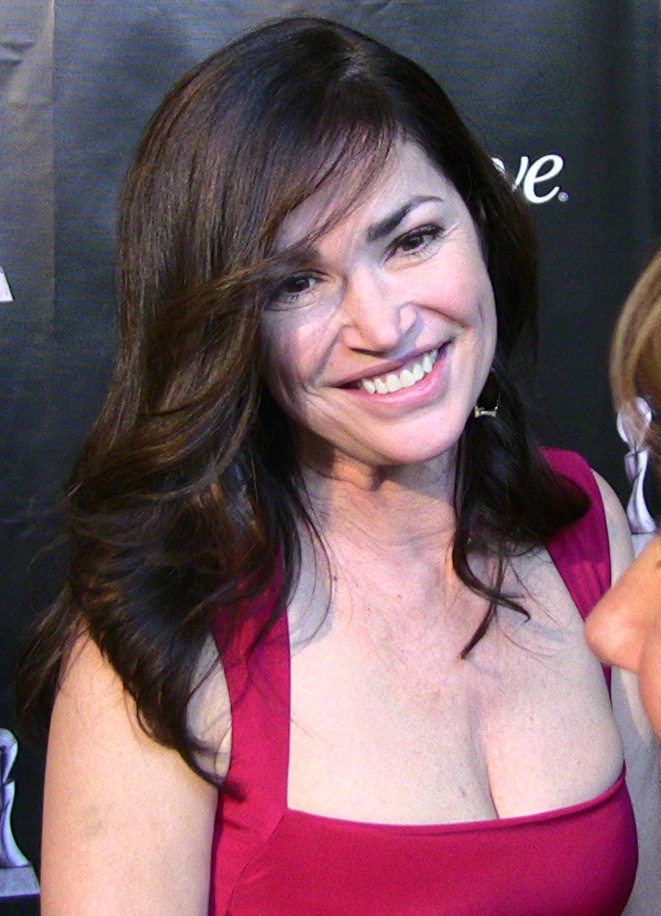
Kim Delaney interpreta Claudia Joy Holden
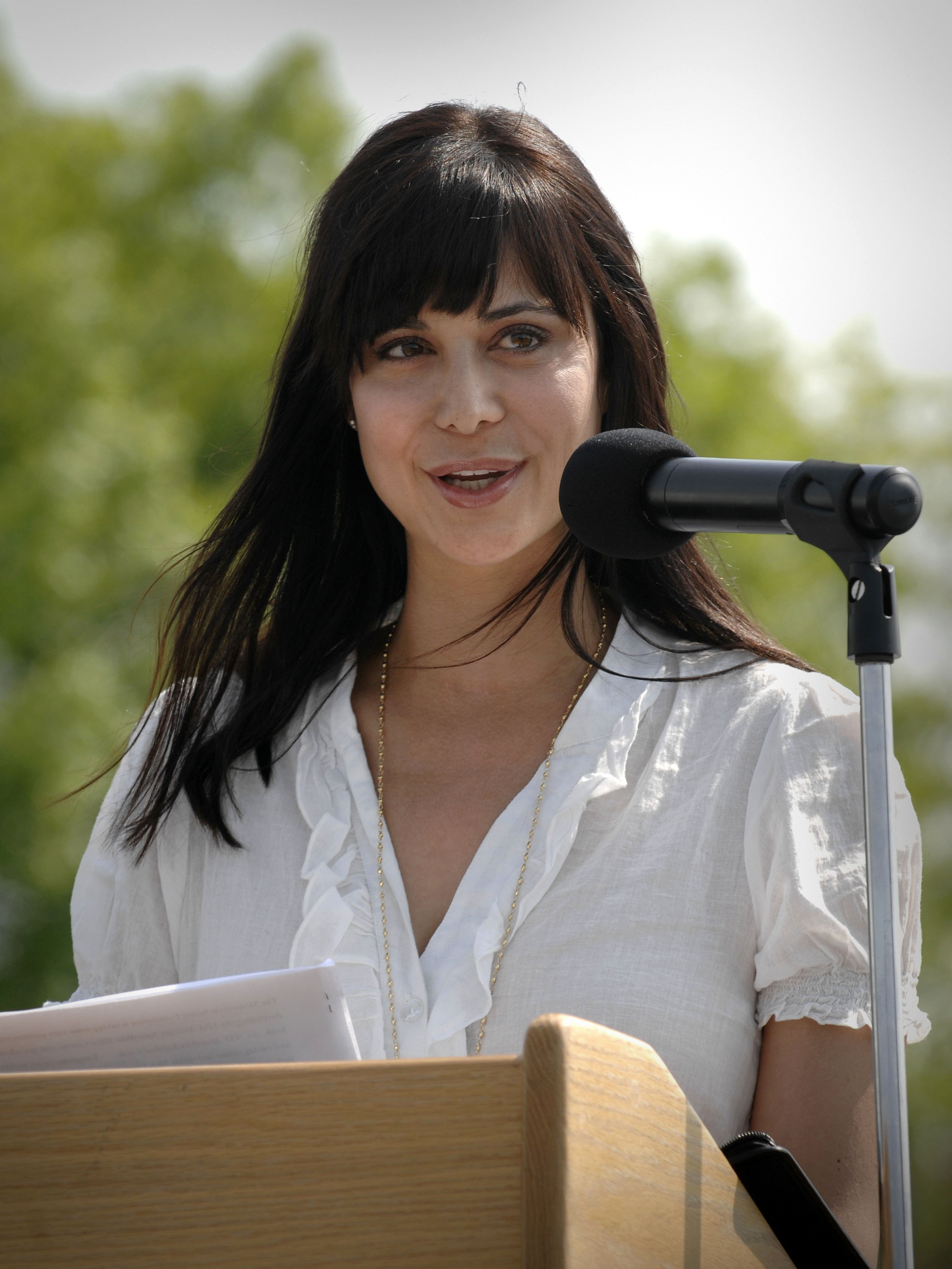
Catherine Bell interpreta Denise Sherwood
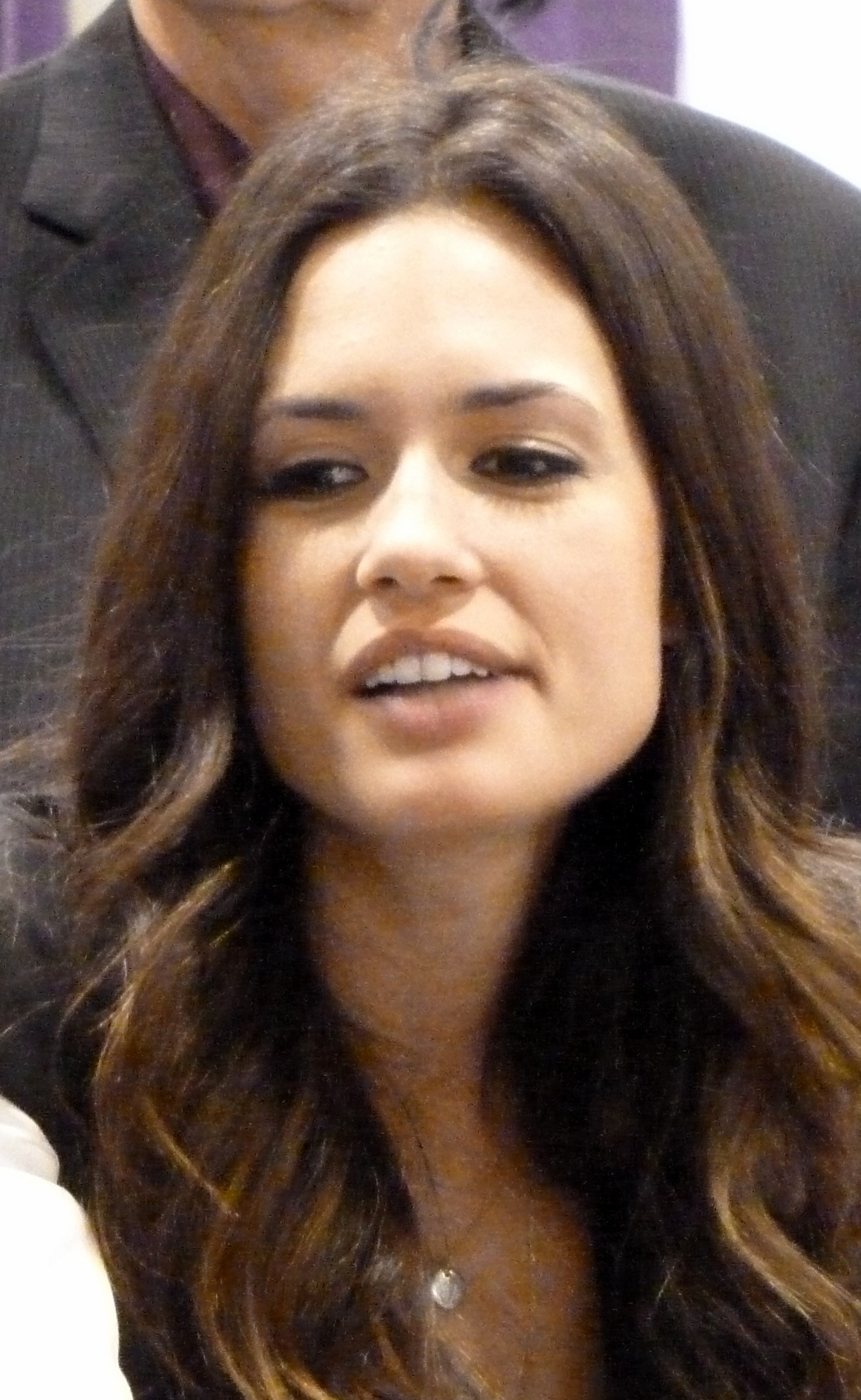
Torrey DeVitto interpreta Maggie Hall
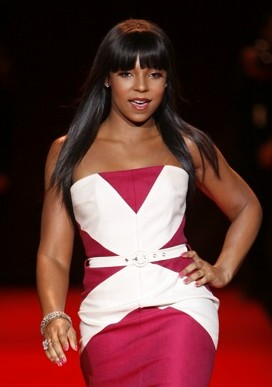
Ashanti interpreta Latasha Montclair

## Episodi
Essendo stata cancellata senza un vero finale, la rete Lifetime ha mandato in onda il 16 marzo 2014 uno speciale di due ore intitolato Army Wives: A Final Salute in cui membri del cast e della troupe hanno celebrato la serie.
| Stagione         | Episodi | Prima TV originale | Prima TV Italia |
| ---------------- | ------- | ------------------ | --------------- |
| Prima stagione   | 13      | 2007               | 2007            |
| Seconda stagione | 19      | 2008               | 2008-2009       |
| Terza stagione   | 18      | 2009               | 2010            |
| Quarta stagione  | 18      | 2010               | 2010-2011       |
| Quinta stagione  | 13      | 2011               | 2011            |
| Sesta stagione   | 23      | 2012               | 2012            |
| Settima stagione | 13      | 2013               | 2013            |